# Pennon
Ne doit pas être confondu avec Penon.

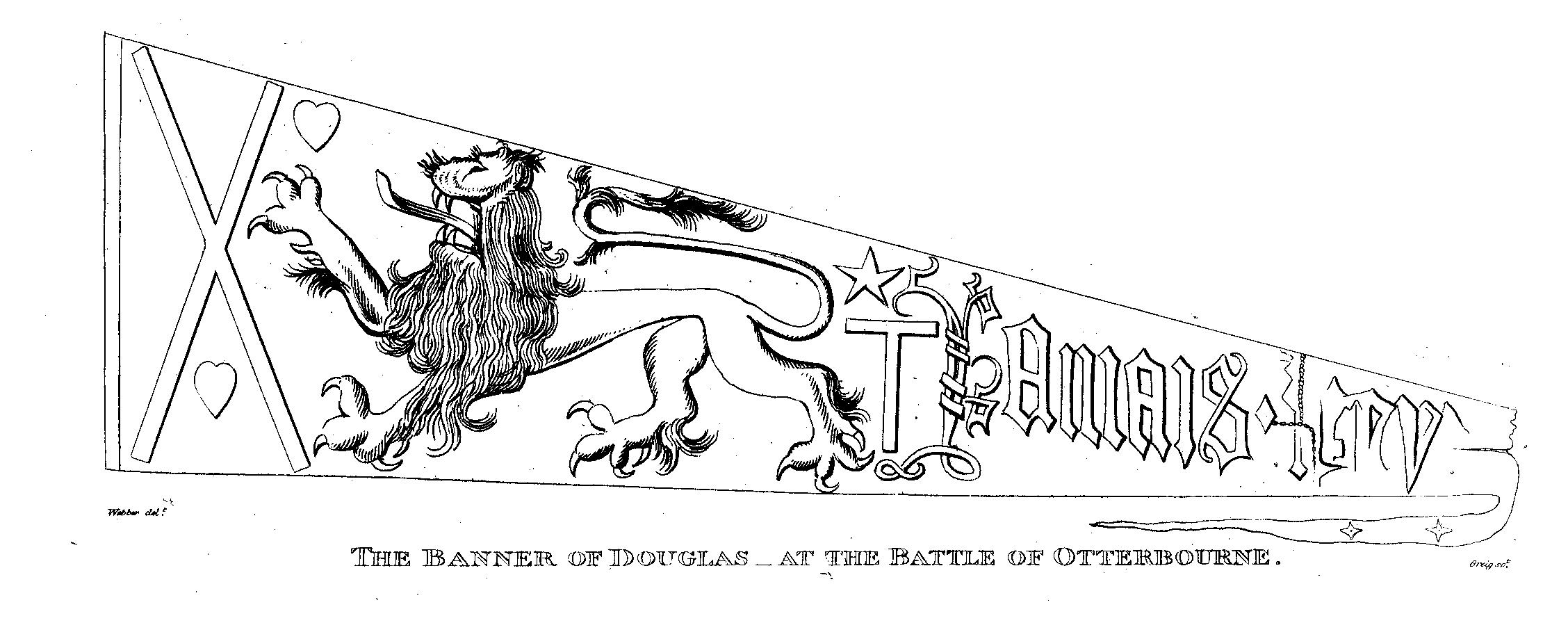
Le pennon de James Douglas.

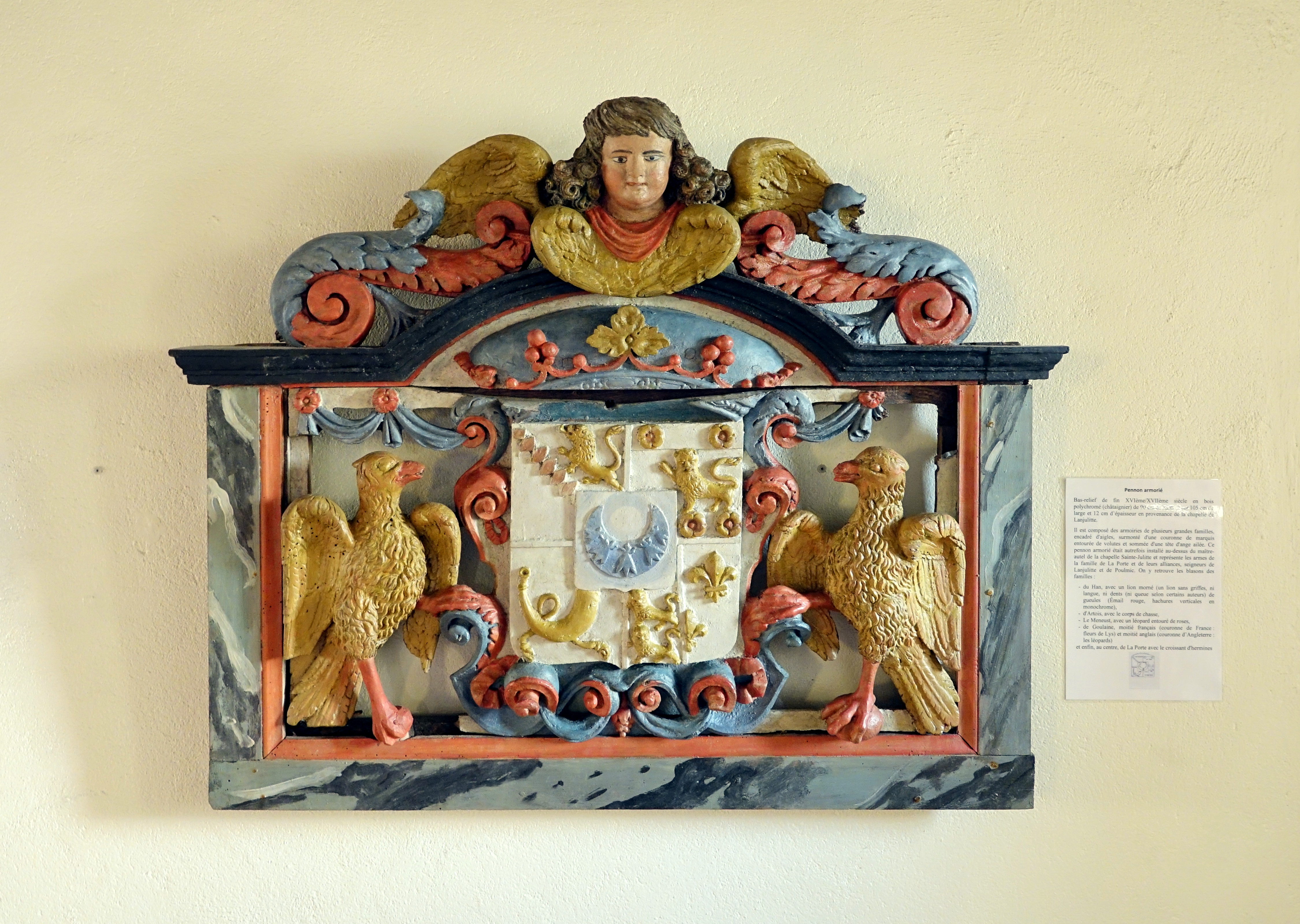
Pennon généalogique de la famille de La Porte, à Telgruc-sur-Mer (Finistère).

Un pennon est, au Moyen Âge, un étendard terminé en pointe porté par les simples chevaliers servant sous les ordres d'un suzerain. Par extension, le terme désigne également l'unité de combat dirigée par ce chevalier. Ce terme désigne également, dans certaines villes médiévales, l'étendard d'une subdivision de la milice urbaine, et par extension, la subdivision elle-même.
En héraldique, on appelle par ailleurs pennon généalogique un écu dont les quartiers indiquent les diverses alliances réelles ou prétendues d'une maison,.